# Mathi
Mathi is een gemeente in de Italiaanse provincie Turijn (regio Piëmont) en telt 4004 inwoners (31-12-2004). De oppervlakte bedraagt 7,1 km², de bevolkingsdichtheid is 564 inwoners per km².

## Demografie
Mathi telt ongeveer 1806 huishoudens. Het aantal inwoners daalde in de periode 1991-2001 met 2,9% volgens cijfers uit de tienjaarlijkse volkstellingen van ISTAT.
| Jaar | Inwoneraantal |
| ---- | ------------- |
| 1991 | 4090          |
| 2001 | 3970          |

## Geografie
De gemeente ligt op ongeveer 410 m boven zeeniveau.
Mathi grenst aan de volgende gemeenten: Corio, Balangero, Grosso, Cafasse, Villanova Canavese.